# Enzo Ceremigna
Enzo Ceremigna (Roma, 1º  luglio 1940) è un sindacalista e politico italiano.

## Biografia
Sindacalista della CGIL, fa parte della segreteria provinciale romana dal 1969 al 1976, mentre dal 1981 entra in segreteria nazionale, poi è responsabile organizzativo confederale fino al 1990. 
Esponente del PSI, viene candidato alla Camera per i Progressisti nel 1994 nel collegio di Tivoli, senza risultare eletto.
Nel 1996 viene eletto deputato della Repubblica nella XIII legislatura, come esponente dei Socialisti Italiani nelle liste di Rinnovamento Italiano. Ricandidato al Senato nel 2001 nel collegio uninominale di Roma Tuscolano per L'Ulivo, viene rieletto e alla Camera fa parte della componente dei Socialisti Democratici Italiani.
Nel 2006 è candidato alle elezioni politiche nel Lazio con la Rosa nel Pugno, senza risultare eletto.
Successivamente aderisce al PSI di Riccardo Nencini.